# Fotoricordo
Fotoricordo è un singolo dei Gemelli DiVersi, terzo singolo estratto dall'album Reality Show del 2004, quinto album del gruppo hip hop milanese.

## Video musicale
Nel video sono presenti riferimenti a Ritorno al Futuro (con la DeLorean DMC-12) e a Terminator (con la CyberDyne Systems).

## Tracce
iTunes
1. Fotoricordo – 3:57